# 稀有元素
稀有元素是指自然界中储量稀少（一般地壳丰度为100ppm以下）或分布稀散、很少富集成礦的元素。部分稀有元素常用来制造特种金属材料或特殊元件，如特种钢、合金、永久磁鐵等，在飞机、火箭、汽車、原子能、半導體等工业领域属于关键性材料。代表性的稀有金属有鈹、鎵、銦、錸以及稀土金屬等。

## 在不同领域中的含义
在分析化學中「痕量元素」指的是「某一元素在樣本中的濃度小於100ppm需測量到原子的規模」或是「這個元素在每公克的樣本中含量少於100微克(µg，1µg=0.000001g)。
在生物化學上「痕量元素」指的是：某種化學元素只需要微小的量，就能使組織適當的成長、發展、完成組織的生理機能。在生物化學上「痕量元素」有時也指的是微量營養素。
在地球化學上「痕量元素」某種化學元素是在岩石中的含量少於1000ppm或0.1%，這術語主要用於「火成岩岩石學」上。